# 620C Podracer
De 620C Podracer was een gemodificeerde Podracer die Anakin Skywalker gebruikte om de podrace: Boonta Eve Challenge te winnen in Star Wars: Episode I: The Phantom Menace.

## Herkomst
Anakin Skywalker werkte in het geheim aan een eigen podracer op een pleintje achter het slavenkwartier op de planeet Tatooine. De basis voor zijn Racer waren een paar 620C Radon Ulzer motoren. Eén motor stelde Anakin voornamelijk samen uit onderdelen van de schroothoop van Watto (inclusief de turbines van Watto’s gecrashte Podracer) terwijl hij de andere verkreeg door het onderhandelen met de Jawa’s. Aan de motoren voegde hij drie gele platen toe waardoor de racer veel makkelijker bochten kon nemen. Het hydraulische systeem voor de platen was van Tyrian makelij en uit een overschot van militaire stock die Watto ooit van Dreddon the Hutt had gekocht. Twee steelton kabels werden verbonden met de cockpit waaruit Anakin zijn racer bestuurde.
Een van de sterke punten van Anakins Racer was dat de Podracer enorme snelheden haalde met zo’n kleine motoren, de maximale snelheid van zijn podracer was namelijk 947 km/h. Dit kwam door Anakins technologische kunnen waardoor hij een uniek systeem had ontwikkeld waardoor kracht makkelijk kon worden afgeleid van andere systemen en alles één doorlopend geheel werd. Zo verkreeg de Racer een maximum kracht uit elk brandstof atoom. De brandstof waarmee Anakins Racer kon vliegen was Tradium, toegevoegd met injectrine.

## Boonta Eve Challenge
De Podracer werd effectief voor het eerst getest door Anakin Skywalker toen Qui-Gon Jinn, Padmé en Jar Jar Binks op Tatooine waren geland. Om te kunnen ontsnappen en stukken te kopen voor hun ruimteschip had Anakin voorgesteld om met zijn eigen Podracer deel te nemen aan de prestigieuze Boonta Eve Challenge aangezien Watto toch niet wist van het bestaan van het tuig. Qui-Gon sloot een overeenkomst met Watto waardoor Anakin zijn Podracer kon gereedmaken. Niet alle vrienden van Anakin geloofden dat de racer zou werken. Alleen Kitster toonde enig vertrouwen in zijn vriend maar toen de motoren werkelijk draaiden, had hij meteen alle vertrouwen in een goede afloop. In de nacht voor de Boonta Eve schilderden R2-D2 en C-3PO de blauwe strepen en gele markeringen op de pod en voorzagen ze het toestel van een gestileerde letter ‘A’.
Dankzij Eopies werd de Racer naar de startplaats van de Boonta Eve Challenge gebracht waar Anakin uiteraard vriend en vooral vijand verbaasde door de overwinning weg te kapen voor de neus van alle favorieten. De Racer kende wel een paar hachelijke momenten tijdens de race. Zo loste een van de Steelton kabels, doorstond de cockpit een salvo van Tusken Raider vuur en werd een sabotage van Sebulba Anakin bijna fataal. In de laatste rechte lijn haakten Sebulba en Anakin in elkaar en uiteindelijk kon Anakin zich losrukken en als eerste de streep bereiken.
Na zijn overwinning in de Boonta Eve Challenge verkocht Qui-Gon Jinn, de officiële eigenaar van de Podracer omdat hij tegen Watto had gezegd dat de racer zijn eigendom was, het voertuig aan Sebulba die ermee de Vintage Harvest Classic won op Malastare. Sebulba, die de racer in zijn oranjezwarte kleuren had geschilderd, verkocht later de Podracer aan zijn eigen zoon Hekula maar die liet de pod voor bekeken na een bijna fatale crash op Euceron. In de laatste bekende wedstrijd van het toestel nam Anakin Skywalker voor een laatste keer plaats in de cockpit om Sebulba nogmaals te verslaan in een finale confrontatie. Wat er daarna met de Podracer gebeurde was niet geweten.

## Verschijning
- Star Wars: Episode I: The Phantom Menace